# Homaranismo
Homaranismo (=humanizmus) az új fogalom, amelyet az eszperantó nyelv kezdeményezője, L. L. Zamenhof 1906-ban adott a Hillelizmus (1901) filozófiai és vallási doktrína értelmezésének. A Plena Vortaro szerint Olyan doktrína, amely megköveteli mindenkitől, hogy minden ország népét testvérének tekintse és akként szeresse. Ahogy Zamenhof maga írta a Humanizmus című könyvéhez írt előszavában:

„Humanizmus címén <...> az emberiségre, az etnikumok közötti gyűlölet és igazságtalanság felszámolására és egy olyan életmódra való törekvésről szeretnék beszélni, amely apránként, nem elméletileg, hanem gyakorlatilag elvezethet az emberiség spirituális egyesítéséhez. ”

Zamenhof az új semleges nyelv segítségével, a világról alkotott felfogását annak kívánta tulajdonítani , hogy a világnyelv legyen az emberiség nyelve, a gyűlölet helyett barátságra törekvő új embereké, a népek közötti minden faj egyetemes fúziója révén.

## Történeti fejlődése
Az átnevezés célja egy zsidó jelleg eltávolítása és a fogalom maximális semlegesítése volt, a semleges nyelv és a semleges emberi vallás mintájára. Ebben a vonatkozásban Zamenhof a neutralizmus szót is a humanizmus szinonimájaként, a neutralista pedig a humanista szinonimájaként használta.
Ezt külön Nyilatkozat a humanizmusról-ban és más írásaikban szorgalmazta is. A Nyilatkozat első két pontja a legjellemzőbb és legfontosabb:
- Ember vagyok, és az egész emberiséget egy családnak tekintem; Az emberiség különböző, egymással ellenséges törzsekre és törzsi vallási közösségekre való felosztását az egyik legnagyobb szerencsétlenségnek tartom, amelynek előbb-utóbb el kell tűnnie, és amelynek eltűnését legjobb tudásom szerint sietettnem kell.
- Minden emberben csak egy személyt látok, és minden embert csak személyes értéke és tettei szerint értékelek. Barbarizmusnak tekintekm egy személy mindennemű sértését vagy elnyomását, mert más fajhoz, más nyelvet beszél vagy más társadalmi osztályhoz tartozik, mint én.

Johannes Dietterle az Originala Verkaro-ban (313-343. oldal) közzétette az egész anyagot, és hozzátette többek között Zamenhofról: egy nemzetközi nyelv teljes elképzelését, amely nyilvánvalóan csak útként szolgált számára az ideális cél eléréséhez, amelyet ő a "hillelizmus" és a "humanizmus" szinte szinonimájával fejezett ki.
Zamenhof különböző okok miatt kezdetben félt, hogy saját neve alatt tegye közzé ötleteit:
- az akkori orosz politikai helyzet miatt,
- amiatt, hogy nyelvi elképzelésének leghűségesebb követőit is támadások és kritikák érik,
- nem akarta, hogy a két, számára azonos célú, de alapvetően eltérő elképzelés összekeveredjen.

Zamenhofnak nem sikerült humanista mozgalmat létrehoznia, sőt a háború kitörése ezt is megakadályozta. Főleg a pacifisták közül voltak sokan, akik szimpatizáltak ezzel az ideológiával. A különböző változatok összehasonlításából pedig hiányzik a humanizmus (Aleksander Korzhenkov: Zamenhofologio, 2009, 9. o.). Marxista nézőpont szerint a humanizmus "csak összezavarhatja a létező társadalmi erők valódi megértését". (Ernest Drezen: Z, 13. o.)
A humanizmus legvilágibb magja az eszperantó belső gondolatát alkotta. Bizonyos értelemben a belső „idea” egyet jelent az eszperantó (ideális, emberbaráti) „céljával”. Ezt a humanizmust nem szabad összetéveszteni Auguste Comte-éval és a pozitivistákéval sem.

## Fordítás
- Ez a szócikk részben vagy egészben  a   Homaranismo című eszperantó Wikipédia-szócikk ezen változatának fordításán alapul.  Az eredeti cikk szerkesztőit annak laptörténete sorolja fel. Ez a jelzés csupán a megfogalmazás eredetét és a szerzői jogokat jelzi, nem szolgál a cikkben szereplő információk forrásmegjelöléseként.